# Sinningia cochlearis
Sinningia cochlearis là một loài thực vật có hoa trong họ Tai voi. Loài này được (Hook.) Chautems miêu tả khoa học đầu tiên năm 1990.